# ランガスタラム (サウンドトラック)
『ランガスタラム』（Rangasthalam）は、2018年の同名のテルグ語映画のサウンドトラック。作曲はデーヴィ・シュリー・プラサード、作詞はチャンドラボースが手掛け、6曲が収録されている。チャンドラボースはポンディシェリでスクマールやプラサードと話し合いを重ねながら作詞し、4日間で5曲を完成させた。作曲は作詞の完成後に行われている。2018年3月15日からラハリ・ミュージックはYouTube公式チャンネルやデジタル・プラットフォームでアルバムのリリースを開始し、サウンドトラックは批評家から高い評価を得ている。

## 製作
映画のサウンドトラックと背景音楽の作曲はデーヴィ・シュリー・プラサードが手掛けており、サウンドトラックは全6曲構成でチャンドラボースが作詞を手掛けている。チャンドラボースは監督のスクマールやプラサードと話し合いを重ね、ポンディシェリで作詞作業を進めた。彼は4日間で5曲の作詞を完成させており、作詞にかけた時間は1曲当たり30分だった。作曲作業は、チャンドラボースの作詞作業が完成した後に行われた。
「Aa Gattununtava」「Jigelu Rani」の歌手には、フォークシンガーのシヴァ・ナグル、レーラ・クマール、ガンタ・ヴェンカタ・ラクシュミーが起用された。1980年代のラージャムンドリーを題材にした「Jigelu Rani」では、当時の雰囲気を演出するために70年前のクラリネットを楽曲に使用している。一方、「Aa Gattununtava」は再録音の段階でリップシンクの問題からシヴァ・ナグルの歌うバージョンが破棄され、プラサードが歌うバージョンが使用された。ただし、サウンドトラックではナグルが歌手としてクレジットされている。

## リリース
2018年2月13日にプラサードが歌うファーストシングル「Yentha Sakkagunnave」がラハリ・ミュージックからリリースされた。続いて3月2日に「Ranga Ranga Rangasthalana」、同月8日に「Rangamma Mangamma」がリリースされた。同月15日からはラハリ・ミュージックのYouTube公式チャンネルのほか、主要なデジタル・プラットフォームで配信が始まった。ただし、6曲目は映画本編の展開に関わる内容だったため公開前の段階ではリリースされなかった。この6曲目となる「Orayyo」は、主人公チッティの兄クマールの葬儀のシーンで使用されたもので、映画公開後の4月3日にリリースされた。

## トラックリスト
| #         | タイトル                                            | 作詞             | 作曲・編曲 | 歌手                                               | 時間  |
| --------- | --------------------------------------------------- | ---------------- | ---------- | -------------------------------------------------- | ----- |
| 1.        | 「Yentha Sakkagunnave」                             | チャンドラボース |            | デーヴィ・シュリー・プラサード                     | 04:23 |
| 2.        | 「Ranga Ranga Rangasthalana」                       | チャンドラボース |            | ラーフル・シプリガンジ                             | 05:04 |
| 3.        | 「Rangamma Mangamma」                               | チャンドラボース |            | M・M・マナシ                                       | 04:28 |
| 4.        | 「Aa Gattununtava」                                 | チャンドラボース |            | シヴァ・ナグル                                     | 03:09 |
| 5.        | 「Jigelu Rani」                                     | チャンドラボース |            | レーラ・クマール、ガンタ・ヴェンカタ・ラクシュミー | 05:05 |
| 6.        | 「Orayyo」                                          | チャンドラボース |            | チャンドラボース                                   | 05:15 |
| 7.        | 「Aa Gattununtava (Unreleased/Theatrical Version)」 | チャンドラボース |            | デーヴィ・シュリー・プラサード                     | 03:09 |
| 合計時間: | 合計時間:                                           | 合計時間:        | 合計時間:  | 27:24                                              |       |

| #         | タイトル                | 作詞                      | 作曲・編曲 | 歌手                                       | 時間  |
| --------- | ----------------------- | ------------------------- | ---------- | ------------------------------------------ | ----- |
| 1.        | 「Entha Muddagidiye」   | V・ナゲンドラ・プラサード |            | サーガル                                   | 04:22 |
| 2.        | 「Ranga Ranga」         | V・ナゲンドラ・プラサード |            | ラーフル・シプリガンジ                     | 04:23 |
| 3.        | 「Rangamma Mangamma」   | V・ナゲンドラ・プラサード |            | M・M・マナシ                               | 04:28 |
| 4.        | 「Aa Partylirteeya」    | V・ナゲンドラ・プラサード |            | R・P・パトナイク                           | 03:09 |
| 5.        | 「Jil Jil Jilebi Rani」 | V・ナゲンドラ・プラサード |            | レーラ・クマール、モーハナ・ボーガラージュ | 05:05 |
| 6.        | 「O Ayya」              | V・ナゲンドラ・プラサード |            | チャンドラボース                           | 05:15 |
| 合計時間: | 合計時間:               | 合計時間:                 | 合計時間:  | 26:42                                      |       |

| #         | タイトル                     | 作詞             | 作曲・編曲 | 歌手  | 時間  |
| --------- | ---------------------------- | ---------------- | ---------- | ----- | ----- |
| 1.        | 「Rangasthalam Titel Track」 | チャンドラボース |            |       | 04:11 |
| 2.        | 「Istumo Istamaa」           | チャンドラボース |            |       | 04:05 |
| 3.        | 「Eenadu」                   | チャンドラボース |            |       | 02:07 |
| 4.        | 「Orayyo」                   | チャンドラボース |            |       | 04:47 |
| 5.        | 「Yentha Sakkagunave」       | チャンドラボース |            |       | 04:54 |
| 6.        | 「Jigena Rani」              | チャンドラボース |            |       | 04:41 |
| 合計時間: | 合計時間:                    | 合計時間:        | 合計時間:  | 24:45 |       |

## 評価

### 批評
『ファーストポスト』のムリドゥラ・ラーマドゥグは、サウンドトラックを「プラサードのキャリアの中で最もオフビートな楽曲」と評し、「この楽曲の中で注目に値しない曲は一つもない、というのは偏った見方かも知れないが、この言葉の通りなのだ。私たちは、この純粋なフォークソングを受け入れ、そしてすべての曲を楽しんだのだ」と批評している。『Scroll.in』は「Yentha Sakkagunnave」について、「舞台とスクリーンのギャップを埋めたスクマールの努力を反映した楽曲で、他の曲とは一線を画している」と批評した。『ヒンドゥスタン・タイムズ』のプリヤンカー・スンダルは、サウンドトラックを「素朴で映画の背景を際立たせるもの」と批評し、「Yentha Sakkagunnave」をサウンドトラックの中で最も優れた楽曲に挙げている。一方、『ザ・タイムズ・オブ・インディア』はサウンドトラックを「深みがなく一面的であり、映画のテーマとシンクロしているものの、バラエティに欠けている」と批評している。

### 受賞・ノミネート
| 映画賞                                  | 授賞式           | 部門                       | 対象                                                       | 結果       | 出典          |
| --------------------------------------- | ---------------- | -------------------------- | ---------------------------------------------------------- | ---------- | ------------- |
| ジー・シネ・アワード・テルグ2018        | 2019年1月6日     | 音楽監督賞                 | デーヴィ・シュリー・プラサード                             | 受賞       | [ 18 ]        |
| ジー・シネ・アワード・テルグ2018        | 2019年1月6日     | 作詞家賞                   | - チャンドラボース - 「Jigelu Rani」                       | 受賞       | [ 18 ]        |
| ジー・シネ・アワード・テルグ2018        | 2019年1月6日     | 女性プレイバックシンガー賞 | - M・M・マナシ - 「Rangamma Mangamma」                     | 受賞       | [ 18 ]        |
| ジー・シネ・アワード・テルグ2018        | 2019年1月6日     | 振付賞                     | プレム・ラクシータ                                         | 受賞       | [ 18 ]        |
| ラジオ・シティ映画賞                    | 2019年3月1日     | 音楽監督賞                 | デーヴィ・シュリー・プラサード                             | ノミネート | [ 19 ] [ 20 ] |
| ラジオ・シティ映画賞                    | 2019年3月1日     | 男性プレイバックシンガー賞 | - デーヴィ・シュリー・プラサード - 「Yentha Sakkagunnave」 | ノミネート | [ 19 ] [ 20 ] |
| ラジオ・シティ映画賞                    | 2019年3月1日     | 女性プレイバックシンガー賞 | - M・M・マナシ - 「Rangamma Mangamma」                     | ノミネート | [ 19 ] [ 20 ] |
| ラジオ・シティ映画賞                    | 2019年3月1日     | 歌曲賞                     | 「Rangamma Mangamma」                                      | ノミネート | [ 19 ] [ 20 ] |
| ラジオ・シティ映画賞                    | 2019年3月1日     | 作詞家賞                   | - チャンドラボース - 「Jigelu Rani」                       | ノミネート | [ 19 ] [ 20 ] |
| 第8回南インド国際映画賞                 | 2019年8月15-16日 | 音楽監督賞                 | デーヴィ・シュリー・プラサード                             | 受賞       | [ 21 ] [ 22 ] |
| 第8回南インド国際映画賞                 | 2019年8月15-16日 | 作詞家賞                   | - チャンドラボース - 「Yentha Sakkagunnave」               | 受賞       | [ 21 ] [ 22 ] |
| 第8回南インド国際映画賞                 | 2019年8月15-16日 | 男性プレイバックシンガー賞 | - ラーフル・シプリガンジ - 「Ranga Ranga」                 | ノミネート | [ 21 ] [ 22 ] |
| 第8回南インド国際映画賞                 | 2019年8月15-16日 | 女性プレイバックシンガー賞 | - M・M・マナシ - 「Rangamma Mangamma」                     | 受賞       | [ 21 ] [ 22 ] |
| 第17回サントーシャム南インド映画賞      | 2019年9月29日    | 振付賞                     | プレム・ラクシータ                                         | 受賞       | [ 23 ]        |
| 第66回フィルムフェア賞 南インド映画部門 | 2019年12月21日   | 音楽アルバム賞             | デーヴィ・シュリー・プラサード                             | 受賞       | [ 24 ] [ 25 ] |
| 第66回フィルムフェア賞 南インド映画部門 | 2019年12月21日   | 作詞家賞                   | チャンドラボース                                           | 受賞       | [ 24 ] [ 25 ] |
| 第66回フィルムフェア賞 南インド映画部門 | 2019年12月21日   | 男性プレイバックシンガー賞 | - ラーフル・シプリガンジ - 「Ranga Ranga Rangasthalana」   | ノミネート | [ 24 ] [ 25 ] |
| 第66回フィルムフェア賞 南インド映画部門 | 2019年12月21日   | 女性プレイバックシンガー賞 | - M・M・マナシ - 「Rangamma Mangamma」                     | ノミネート | [ 24 ] [ 25 ] |